# نجارکلا (لواسان)
نَجّارکُلا (Najar-Kola) (به مازندرانی: نَجارکِلا) یکی از محله‌های شهر لواسان واقع در بخش لواسانات تهران است که در سمت شرقی رود کُند (رودخانه لوارک) و در مجاورت محله گلندوئک که در سمت غرب رودخانه مزبور قرار دارد واقع گردیده‌است.
این محله پیش از تأسیس شهرداری لواسان (در سال ۱۳۴۹) و نیز قبل از تشکیل شهرستان شمیرانات مرکز بخش افجه شهرستان تهران شامل لواسانات، رودبارقصران، سیاهرود و بومهن بود.
محله نجارکلا خود از دو محله نجارکلای بالا و نجارکلای پایین تشکیل شده‌است که نجارکلای بالا در شمال بلوار امام خمینی لواسان و نجارکلای پایین در جنوب بلوار امام خمینی لواسان واقع است. وسعت نجارکلای پایین بسیار بیشتر از نجارکلای بالا می‌باشد. نجارکلای پایین خود شامل منطقه سید پیاز لواسان نیز می‌گردد. منطقه سید پیاز مشرف به سد لتیان و یکی از مناطق کلاً ویلائی شهر لواسان است.
دشت نیمه همواری که شهر لواسان در آن واقع گردیده بعلت وجود کوشک (کاخ) یکی از سرداران آل بویه بنام علی کامهٔ دیلمی در گذشته کوشک دشت نامیده می‌شده است که بدینسان به محله نجارکلا گاهی محله پشت کوشک یا اراضی پشت کوشک نیز گفته می‌شود. برای مثال در اسناد قدیمی به اراضی همند به صورت هُمند پشت کُشک اشاره شده است.
دانشنامه ایرانیکا درباب زبان مردم لواسان آورده است : مردم لواسان کاسپینی هستند و زبان بومی آمیخته ای از زبان فارسی و زبان‌های کاسپین هست نزدیک به زبان مازندرانی در روستاهای جنوب شرق لواسان چون وسکاره و ایرا میرسد.

## ریشه نام و تاریخچه
کلا در زبان مازندرانی به معنای ده است ، نجاری این ده را بوجود آورده و به همین دلیل به نجار کلا مشهور است . چند روستا با نام های نجارکلای قدیم و نجارکلای جدید و نجارکلا (آمل) و نجارکلا (چالوس) و نجارکلا (بابل) نیز در استان مازندران وجود دارند . نجارکلا به دو صورت نَجارکَلا (Najar-Kala) و نِجارکَلا (Nejar-Kala) تلفظ می‌شود؛ کَلا شکل جدید واژه‌ای پهلوی بنام (کلا؛ یا کلات) به معنای قلعه است که قلات و قلعه معرب آنست. چنان‌که مردم بومی لواسان و خصوصاً ساکنین این محله در زبان عامیانه به دو محله نجارکلای بالا و پایین، «قلعه بالا» و «قلعه پایین» می‌گویند. در ریشه واژه نَجار یا نِجار اختلاف نظر وجود دارد برخی نِجار را نام شخصی می‌دانند که صاحب قلعه‌ها یا نگهبان آنها بوده و برخی آن را به همان معنای درودگر (نَجّار) و برخی آن را بر گرفته از کلمه نیزار می‌دانند که قول اقوی همین است چون در گویش محلی لواسانات حرف ز به جیم تبدیل میشود. بنا بر اسناد و مدارک قدیمی دست‌نویس دوره قاجاریه که حاکی از معاملات بین مالکین اراضی (نجارکلای پایین و سید پیاز) و خریداران دارد اولین شخصی که در عصر ناصری قاجار در محله نجارکلا بنای مسکونی احداث و آن را به‌آبادی به همراه باغستانهایی تبدیل نمود حاج عبدالله خان زینلی لواسانی بود که پس از وی کربلایی محمدصالح فرسیابی (افراسیابی) امامه‌ای و حاج یدالله کیانی و میرزا یحیی خان خالقی مبادرت به سکونت نمودند . دکتر مؤتمنی از پزشکان دربار مالک اراضی نجارکلای علیا(بالا) بود. در طول سالیان بعد خانواده‌های  فتاحی و ریشی(شجاعی، رخشانی‌فر)  به نجارکلا مهاجرت کردند. امروزه خاندان های زینلی ، فرسیابی ، افراسیابی ، فتاحی، کیانی ، خالقی ، حاجی مومجی ،  ریشی و شجاعی بومیان و معتمدین محله نجارکلا بحساب می‌آیند. لوارک ، همند(Homand) ، شهرِوا(مخفف شهرآباد) ،تُکِۤه (Tokkeh) ، دره موسی ، دره سینکی و سید پیاز و برخی مکانهای دیگر از اجزای نجارکلای سفلی(پایین) هستند.